# Grigore Grigoriu
Grigore Grigoriu (n. 4 aprilie 1941, orașul Căușeni, județul Tighina - d. 20 decembrie 2003, satul Palanca, raionul Ștefan Vodă) a fost un actor din Republica Moldova, cunoscut mai ales pentru interpretarea rolului hoțului de cai Luiku Zobar din filmul Șatra (1975).

## Biografie
Grigore Petrovici Grigoriu s-a născut la data de 4 aprilie 1941, în orașul Căușeni (județul Tighina). După absolvirea studiilor medii, devine actor amator pe scena Teatrului popular din Căușeni. În anul 1959 este angajat ca actor la Teatrul Național “Vasile Alecsandri” din Bălți, jucând apoi în perioada 1965-1970 la teatrul de televiziune “Dialog”. În anul 1970 devine actor pe scena Teatrului “Luceafărul”.
Începând din anul 1966, colaborează cu studioul cinematografic “Moldova-film” (al cărui angajat devine în 1976), interpretând roluri în mai multe filme. Debutul său ca actor de film a avut loc în filmul "Poienele roșii", regizat de Emil Loteanu. Rolurile sale cele mai cunoscute sunt Sava Milciu din Poienele roșii (1966), Radu Negostin din Lăutarii (1971) și Luiku Zobar din Șatra (1975).

### Filmul Șatra
Referitor la interpretarea sa din filmul "Șatra", Grigore Grigoriu povestea următoarele: Ca să joc în "Șatra", maestrul Loteanu m-a obligat să trăiesc într-o casă cu țigani, unde seara începea cu cântece și se încheia cu bătăi și cu vărsare de sânge. Am înțeles atunci ce înseamnă infernul. Dar altfel nu se putea. Loteanu zicea că trebuie să știu totul despre țigani. 
Grigore Grigoriu a primit titlul de Artist emerit în anul 1976, obținând Premiul pentru cel mai bun rol masculin la Festivalul Internațional de filme de la Praga (1977) pentru rolul său din filmul Șatra. De asemenea, i s-a decernat medalia "Meritul civic" (1992) și titlul de Cavaler al Ordinului "Gloria muncii" (2002).

### După destrămarea Uniunii Sovietice
După destrămarea URSS-ului în anii '90, el a încercat să se ocupe de afaceri, dar fără a avea succes. În anul 2001 a candidat pentru alegerile în Parlament pe listele mișcării "Plai Natal".
Grigore Grigoriu a murit în urma unui accident rutier la data de 20 decembrie 2003, în apropiere de satul Palanca (raionul Ștefan Vodă). El se întorcea împreună cu un prieten de la o vânătoare, când mașina condusă de prietenul lui Grigoriu (o Volgă cu numărul de înmatriculare GAZ-31029) a fost lovită frontal de un alt automobil (Mazda), intrat brusc pe contrasens. Au decedat pe loc atât șoferul Volgii, Grigore Grigoriu, și un pasager al Mazdei..

### Viață personală
Grigore Grigoriu a fost căsătorit cu Ecaterina Botnariuc, regizoare la televiziune (care a decedat cu câțiva ani înaintea sa) și cu care avea doi copii, Traian și Octavian .Traian, actor la Teatrul din Piatra Neamț a decedat cu o jumătate de an mai târziu de la moartea tatălui său, la fel, într-un accident rutier.
Scriitorul Ion Proca (1945 - 2014), cumnatul lui Grigore Grigoriu a editat în anul 2006 carte "Grigorie condamnat la glorie" despre Grigore Grigoriu. Cartea a fost reeditată în Ediția a II-a revizuită și adăugată la anul 2007, într-un tiraj mic.

## Filmografie
- 1966 Poienele roșii (scenariul și regia Emil Loteanu) - Sava Milciu
- 1966 Gustul pâinii - Andrei Voinovanu
- 1967 Serghei Lazo (episod, 1967) [necesită citare]
- 1967 Marianna agentul 0555 (Marianna), regia Vasile Pascaru - "Plopul"
- 1967 Se caută un paznic - apostol
- 1968 Anicika - Andrei
- 1969 Zece ierni pentru o vară - Ștefan
- 1970 Povârnișul - Marcu
- 1971 Lăutarii, regia Emil Loteanu - Radu Negostin
- 1971 Ofițer în rezervă - Ștefan Barbu
- 1972 Ultimul haiduc (episod, 1972)
- 1974 Mînia (episod, 1974)
- 1975 Șatra (Табор уходит в небо), regia Emil Loteanu
- 1976 Portul (Odessafilm, 1976) - Petrescu
- 1977 Noapte în Chile - Salvador
- 1978 Anton, der Zauberer ("Anton, magicianul") - sergentul
- 1978 Emelian Pugaciov - Chika Zarubin
- 1978 O dramă la vânătoare (Мой ласковый и нежный зверь), regia Emil Loteanu
- 1978 Agent al serviciului secret
- 1978 Vreau să vă văd (Ich will euch sehen), regia János Veiczi — comisarul Ardatov
- 1979 Vreau să cânt - Victor
- 1980 La porțile satanei - haiducul Gruia
- 1980 Unde ești, iubire? - Victor
- 1981 Na Granatovykh ostrovakh
- 1983 Naydi na schastye podkovu
- 1984 Cum să devii celebru
- 1986 Taynyy posol
- 1987 Luceafărul (film TV) - Chibici
- 1989 Durerea - Mișa
- 1989 Maria Mirabela în Tranzistoria - regele faraziților
- 1989 Vdvoyom na grani vremeni

## Citate
„Viața niciodată n-a fost ușoară, dar trebuie să vrem să fim liberi și să privim la lume cu ochi de copil, căci acesta e binele. În creația noastră, nu trebuie să ne axăm pe nedesăvârșirea omenească, ci să iubim, să fim fideli, să mergem spre ideal, chiar și neavând un dram de speranță, fiindcă doar așa vom ajunge la ceva.”—Grigore Grigoriu
„Cronicarii și criticii de specialitate vor stărui vreme îndelungată asupra rolurilor lui în film. Despre ceea ce a jucat în teatru se va scrie mai puțin. Pentru că a și făcut mai puțin. Ceea ce juca el la „Luceafărul” era, de fapt, o pauză între filme. Un episod între Loico Zobar și Chibici, o partiție ceva mai considerabilă între Radu Negostin și un jandarm român, care „cotropise” Basarabia și tot așa. Atâtea roluri mari se auzeau venind. Și le-ar fi jucat. Să mai fi trăit.”—Gheorghe Urschi